# Immanuelkirche (Diedorf)

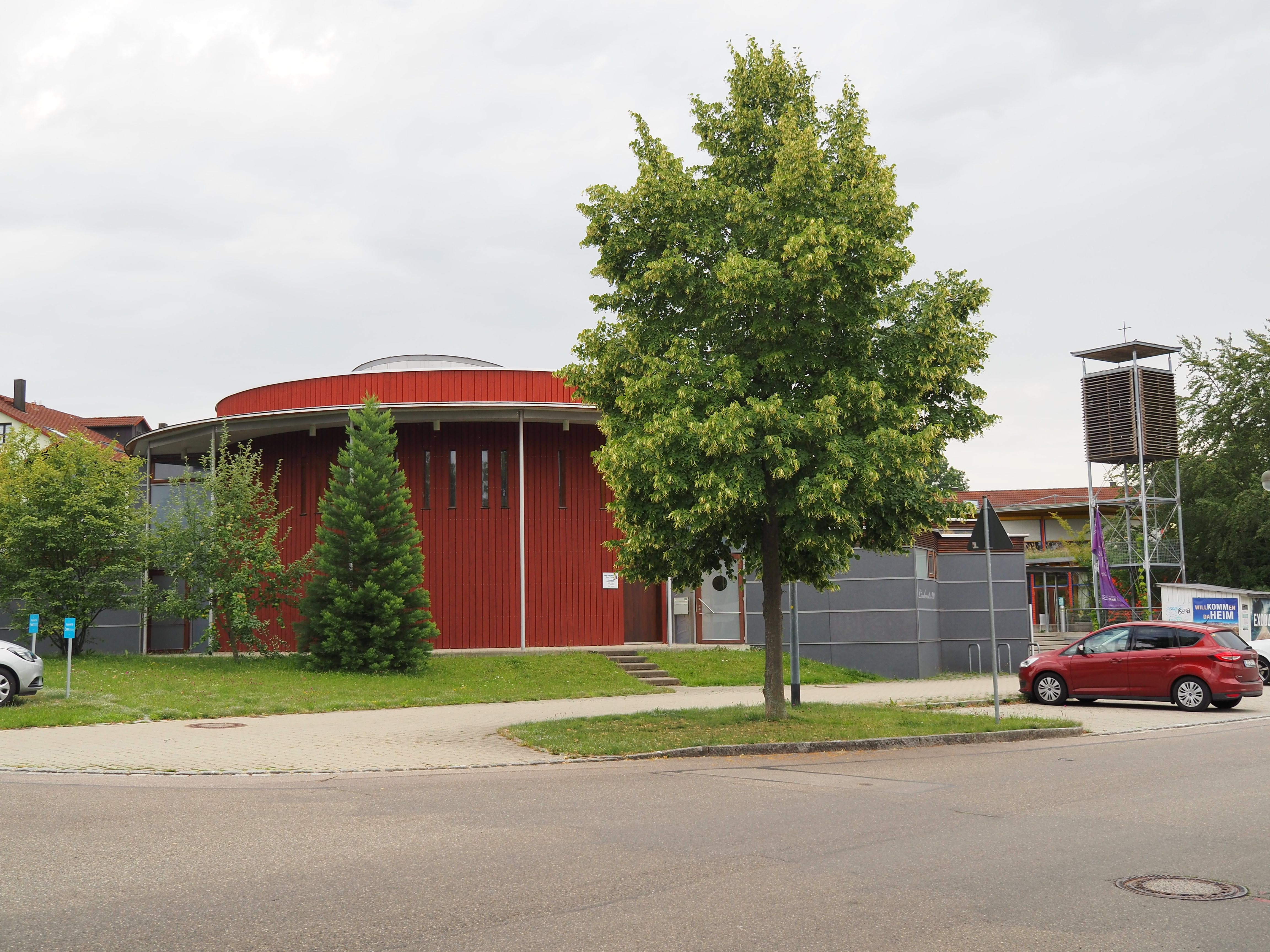
Immanuelkirche

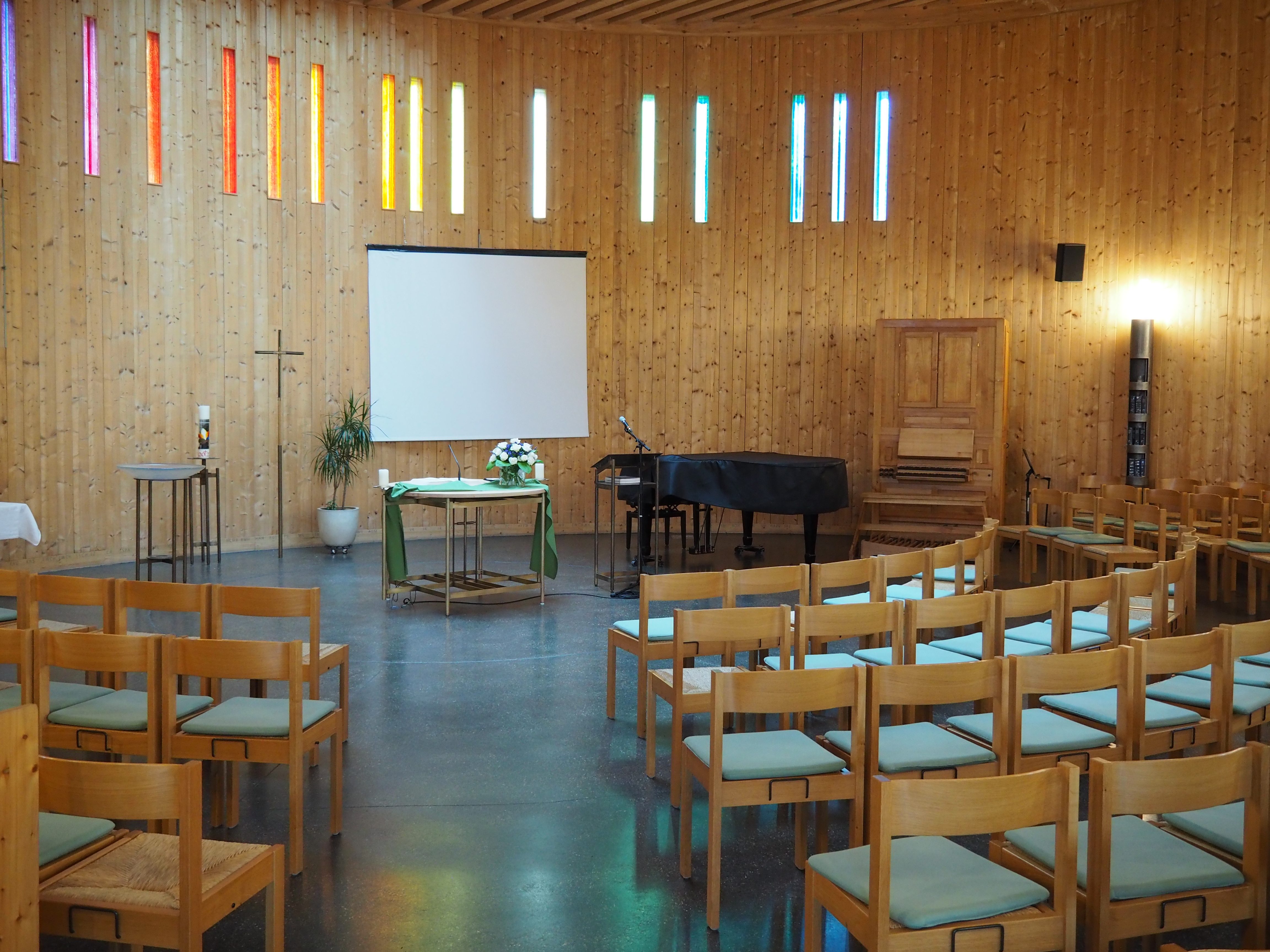
Innenansicht

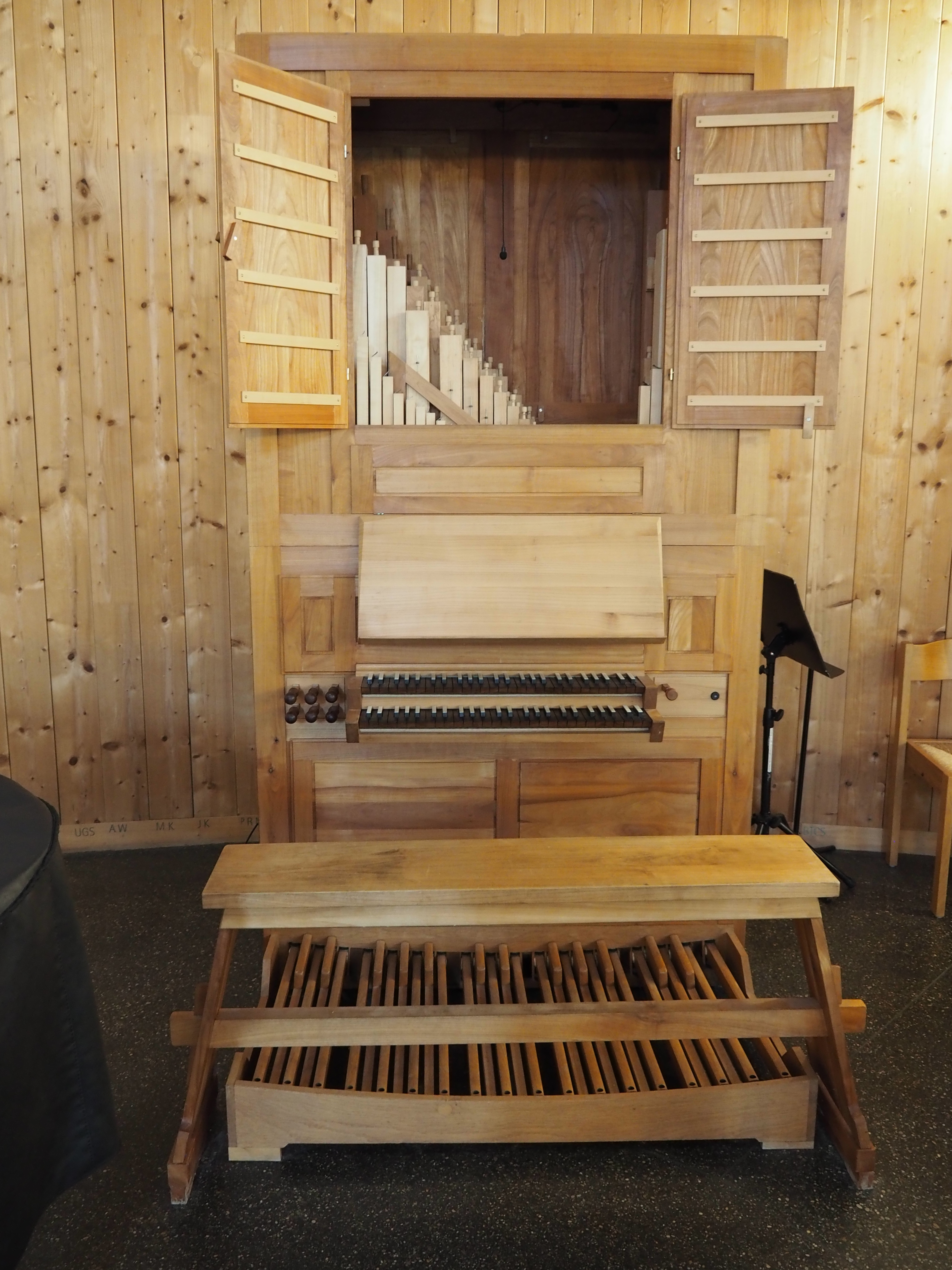
Orgel

Die Immanuelkirche steht in der Lindenstraße in Diedorf, einem Markt im schwäbischen Landkreis Augsburg. Sie gehört zur Kirchengemeinde Diedorf-Fischach im Dekanat Augsburg der Evangelisch-Lutherischen Kirche in Bayern.

## Geschichte
In Diedorf gab es jahrhundertelang kein evangelisches Gotteshaus. Nach Erwerb eines Grundstückes 1963 in der Lindenstraße wurde der Bau einer Montagekirche aus Holz 1968 beschlossen und nach Errichtung am 27. September 1970 durch den Kreisdekan des Kirchenkreises München, Hans Schmidt, eingeweiht. Zur theologischen Bedeutung des Namens siehe den Artikel Immanuel.
Angeregt durch das stetige Wachsen der Anzahl Evangelischer im Sprengel 2 wurde 1989 ein Bauverein gegründet, um den Bau einer neuen Kirche zu ermöglichen. Nach Auslobung eines beschränkten Architektenwettbewerbs am 19. August 1994 erhielt das Architekturbüro Lichtblau den Bauauftrag, mit dem nach Zusage der Landeskirche 2003 durch Abriss der Holzkirche begonnen wurde. Am 7. September 2004 erfolgte der erste Spatenstich mit anschließender Erstellung des Fundaments und am 5. Dezember 2004 die Grundsteinlegung. Am 24. Juni 2005 wurde Richtfest gefeiert, und nach Fertigstellung des Kirchenbaus wurde das Gemeindezentrum am 4. Dezember 2005 eingeweiht. Mit dem Einbau von Glockenstuhl und zwei Glocken wurde der Kirchenbau im Juni 2009 abgeschlossen.

## Gebäude
Das Gebäude ist als Zentralbau mit integriertem Pfarramt und Gemeinderäumen gestaltet. Der Kirchenraum in der Mitte des Zentrums wird von den weiteren Räumlichkeiten umfasst.
Beim Kirchenneubau war es der Gemeinde wichtig, ein ökologisches Zeichen zu setzen. Der Bau entspricht durch die Ausrichtung der Fenster zur Sonne, den Erdkanal für die Lüftung und die Photovoltaikanlage dem Handlungsprinzip der Nachhaltigkeit. Er verfügt über einen hohen Dämmstandard und die erste Pelletheizung im Dekanat. Das Dach ist begrünt.

## Ausstattung
Neben einer schlichten Ausführung der Prinzipalstücke dient eine gebraucht erworbene Hausorgel aus einer wechselnden Besitzfolge, rein mit Holzpfeifen bestückt, dem liturgischen Dienst.

## Glocken
Die Glocken wurden 2009 von der Firma Perner gegossen und am 17. Mai 2009 geweiht. Die große Glocke trägt zwei Inschriften, eine oben an der Schulter, die andere am Wolm.
|   | Name          | Inschrift                                                                              | Gussjahr | Glockengießer  |
| - | ------------- | -------------------------------------------------------------------------------------- | -------- | -------------- |
| 1 | Große Glocke  | IMMANUEL GOTT MIT UNS Ofb. 21,3 ER SELBST, GOTT MIT IHNEN, WIRD IHR GOTT SEIN          | 2009     | Perner, Passau |
| 2 | Kleine Glocke | PS 66,10 GELOBT SEI GOTT, DER MEIN GEBET NICHT VERWIRFT NOCH SEINE GÜTE VON MIR WENDET | 2009     | Perner, Passau |

## Escape Room
In einem Container vor der Kirche ist seit dem Jahr 2017 ein Escape Room eingerichtet, der komplett ehrenamtlich entstand und wechselnde christliche Themen wie die Reformation oder Exodus und Flucht umsetzt. Der Escape Room wurde 2022 mit dem Ehrenamtspreis der bayerischen Landeskirche ausgezeichnet.